# As Meninas Querem... Os Coroas Podem
As Meninas Querem… Os Coroas Podem é um filme brasileiro de 1976, com direção de Osvaldo de Oliveira.

## Sinopse
O médico. Tito Tuti, um ginecologista, recebe a visita da sua sobrinha Lúcia, que vem passar uma temporada com a sua prima Roberta. Lúcia, uma estudante de psicologia, decide aplicar os seus conhecimentos práticos na vida real e, juntamente com Roberta, envolve-se em inúmeras aventuras com homens de meia-idade, que terminam com o casamento de Roberta e a realização afectuosa do Dr. Tuti. 

## Elenco[1]
- Rodolfo Arena
- Jorge Baladim
- Mário Benvenutti
- Mara Botelho
- Sula de Paula
- Maurício do Valle
- Sérgio Hingst
- Carlos Imperial
- Mário Lúcio
- Marivalda
- Aldine Müller
- David Neto
- Hélia Pelitzer
- Neide Ribeiro
- Turíbio Ruiz
- Ênio Santos
- Lucimar Vilar